# Ми не можемо жити без космосу
«Ми не можемо жити без космосу» (рос. «Мы не можем жить без космоса») — російський анімаційний короткометражний трагікомедійний фільм, знятий Костянтином Бронзітом. Світова прем'єра відбулась 21 серпня 2015 року на Хіросімському міжнародному анімаційному кінофестивалі. Стрічка є однією з десяти, що увійшли до шортлиста премії «Оскар-2016» у номінації «найкращий анімаційний короткометражний фільм». Фільм розповідає про двох друзів, які наполегливо тренуються, щоб здійснити свою мрію — полетіти в космос.

## Сюжет
Двоє друзів, № 1203 та № 1204, проходять впродовж одного місяця тренування в центрі з підготовки космонавтів. Кожен день після тестів вони, стрибаючи на ліжку, уявляють себе в космосі. У кінці іспитів вони обидва набирають максимальний бал, але летить до космосу 1203-ий, а 1204-ий стає запасним варіантом. Запуск 1203-го в космос був успішно проведений, але в ході роботи космонавта на місці база втрачає відеосигнал з ним, а його датчики життя перестають працювати. Космічне агентство вважає 1203-го загиблим, але 1204-ий відмовляється в це вірити, тому його насильно виводять з головної секції до кімнати, в яку вже підселили нового сусіда-колегу. Працівникам агентства не вдається зняти скафандр з 1204-го, але коли вдається, вони нікого в ньому не знаходять, однак помічають дірку в стелі над ліжком 1204-го, яка була раніше забудована через його стрибки на ліжку. Закінчується фільм тим, що 1204-ий подорожує космосом і знаходить свого друга.

## Виробництво
За словами режисера Костянтина Бронзіта, на створення стрічки йому знадобилося чотири роки.

## Визнання
| Нагороди та номінації фільму «Ми не можемо жити без космосу» | Нагороди та номінації фільму «Ми не можемо жити без космосу»          | Нагороди та номінації фільму «Ми не можемо жити без космосу»   | Нагороди та номінації фільму «Ми не можемо жити без космосу» | Нагороди та номінації фільму «Ми не можемо жити без космосу» | Нагороди та номінації фільму «Ми не можемо жити без космосу» |
| Рік                                                          | Кінопремія / Кінофестиваль                                            | Категорія / Нагорода                                           | Номінант                                                     | Результат                                                    | Дж                                                           |
| ------------------------------------------------------------ | --------------------------------------------------------------------- | -------------------------------------------------------------- | ------------------------------------------------------------ | ------------------------------------------------------------ | ------------------------------------------------------------ |
| 2015                                                         | Хіросімський міжнародний анімаційний кінофестиваль                    | Гран-прі                                                       | «Ми не можемо жити без космосу»                              | Номінація                                                    |                                                              |
| 2015                                                         | Аспен Шортфест                                                        | Спеціальний приз журі                                          | «Ми не можемо жити без космосу»                              | Перемога                                                     |                                                              |
| 2015                                                         | Китайський міжнародний фестиваль нового анімаційного кіно             | Нагорода KingBonn за найкращу анімацію                         | «Ми не можемо жити без космосу»                              | Перемога                                                     |                                                              |
| 2015                                                         | Мельбурнський міжнародний кінофестиваль                               | Найкращий анімаційний короткометражний фільм                   | «Ми не можемо жити без космосу»                              | Перемога                                                     |                                                              |
| 2015                                                         | Кінопремія «Ніка»                                                     | Найкращий анімаційний фільм                                    | «Ми не можемо жити без космосу»                              | Номінація                                                    |                                                              |
| 2015                                                         | Род-Айлендський міжнародний кінофестиваль                             | Гран-прі за найкращу анімацію                                  | «Ми не можемо жити без космосу»                              | Перемога                                                     |                                                              |
| 2015                                                         | Сан-Франциський міжнародний кінофестиваль                             | «Золота брама» за найкращий анімаційний короткометражний фільм | «Ми не можемо жити без космосу»                              | Номінація                                                    |                                                              |
| 2015                                                         | Премія «Токіо Аніме»                                                  | Гран-прі за найкращий анімаційний короткометражний фільм       | «Ми не можемо жити без космосу»                              | Перемога                                                     |                                                              |
| 2015                                                         | Премія «Токіо Аніме»                                                  | Столичний приз токійського губернатора                         | «Ми не можемо жити без космосу»                              | Перемога                                                     |                                                              |
| 2015                                                         | Міжнародний фестиваль актуальної анімації та медіа-мистецтва LINOLEUM | Гран-прі                                                       | «Ми не можемо жити без космосу»                              | Перемога                                                     |                                                              |
| 2015                                                         | Кінопремія «Ікар»                                                     | Найкращий фільм                                                | «Ми не можемо жити без космосу»                              | Перемога                                                     |                                                              |
| 2015                                                         | Кінопремія «Ікар»                                                     | Найкращий режисер                                              | Костянтин Бронзіт                                            | Перемога                                                     |                                                              |
| 2015                                                         | Міжнародний фестиваль анімаційних фільмів в Аннесі                    | Найкращий короткометражний фільм                               | «Ми не можемо жити без космосу»                              | Перемога                                                     |                                                              |
| 2015                                                         | Загребський кінофестиваль                                             | Гран-прі за найкращий короткометражний фільм                   | «Ми не можемо жити без космосу»                              | Перемога                                                     |                                                              |
| 2016                                                         | 88-а церемонія вручення нагороди «Оскар»                              | Найкращий анімаційний короткометражний фільм                   | «Ми не можемо жити без космосу»                              | Номінація                                                    | [ 6 ]                                                        |